# Marianne Weber (sociologue)
Pour les articles homonymes, voir Marianne Weber.
Marianne Weber (née Schnitger le 2 août 1870 à Oerlinghausen et décédée le 12 mars 1954 à Heidelberg) est une sociologue et féministe allemande. Elle est également l’épouse de Max Weber.

## Biographie
Marianne Schnitger est née dans une famille allemande aisée. Son père Eduard Schnitger exerce la profession de médecin. Au décès de sa mère en 1873, elle déménage avec son père à Lemgo pour y vivre avec sa grand-mère et sa tante, et suit des études à Lemgo et Hanovre. En 1889, à la mort de sa grand-mère, elle emménage avec des cousins de sa mère, Max et Helene Weber. En 1893, elle épouse leur fils, le sociologue Max Weber, à Oerlinghausen. Le couple déménage alors à Berlin, puis à Fribourg-en-Brisgau en 1894.
À cette époque, Marianne commence à s’engager dans le mouvement féministe et poursuit son engagement après leur déménagement à Heidelberg en 1897. Après la publication de son premier essai en 1900 Fichtes Sozialismus und sein Verhältnis zur Marxschen Doktrin, son œuvre principale, Ehefrau und Mutter in der Rechtsentwicklung, est éditée en 1907.
En 1919, Marianne Weber, devenue membre du Parti démocrate allemand, est élue au parlement de Bade. De 1919 à 1923, elle est présidente de l'Union des organisations féministes allemandes (Bund Deutscher Frauenvereine). Peu de temps après leur emménagement à Munich en 1919, son mari meurt en 1920. Elle continue cependant son travail, retourne à Heidelberg en 1921, où elle est faite docteur honoraire en droit, en 1924. Elle publie en 1926 une biographie de son mari, Max Weber: Ein Lebensbild.
Jusqu’à sa mort en 1954, elle reste active comme auteur et prend soin des quatre enfants de Lili, la sœur de son mari, qu’elle a adoptés à la mort de celle-ci en 1922.

## Principales publications
- Fichtes Sozialismus und sein Verhältnis zur Marxschen Doktrin (1900)
- Beruf und Ehe (1906)
- Ehefrau und Mutter in der Rechtsentwicklung (1907)
- Die Frauen und die Liebe (1935)
- Erfülltes Leben (1946)
- Lebenserinnerungen (1948)
- Max Weber. Ein Lebensbild (München: Piper, 1989)  (ISBN 3-492-10984-5)
- Frauen auf der Flucht (2005)  (ISBN 389528517X)